# Poltár
Poltár is een Slowaakse gemeente in de regio Banská Bystrica, en maakt deel uit van het district Poltár.
Poltár telt 5977 inwoners.

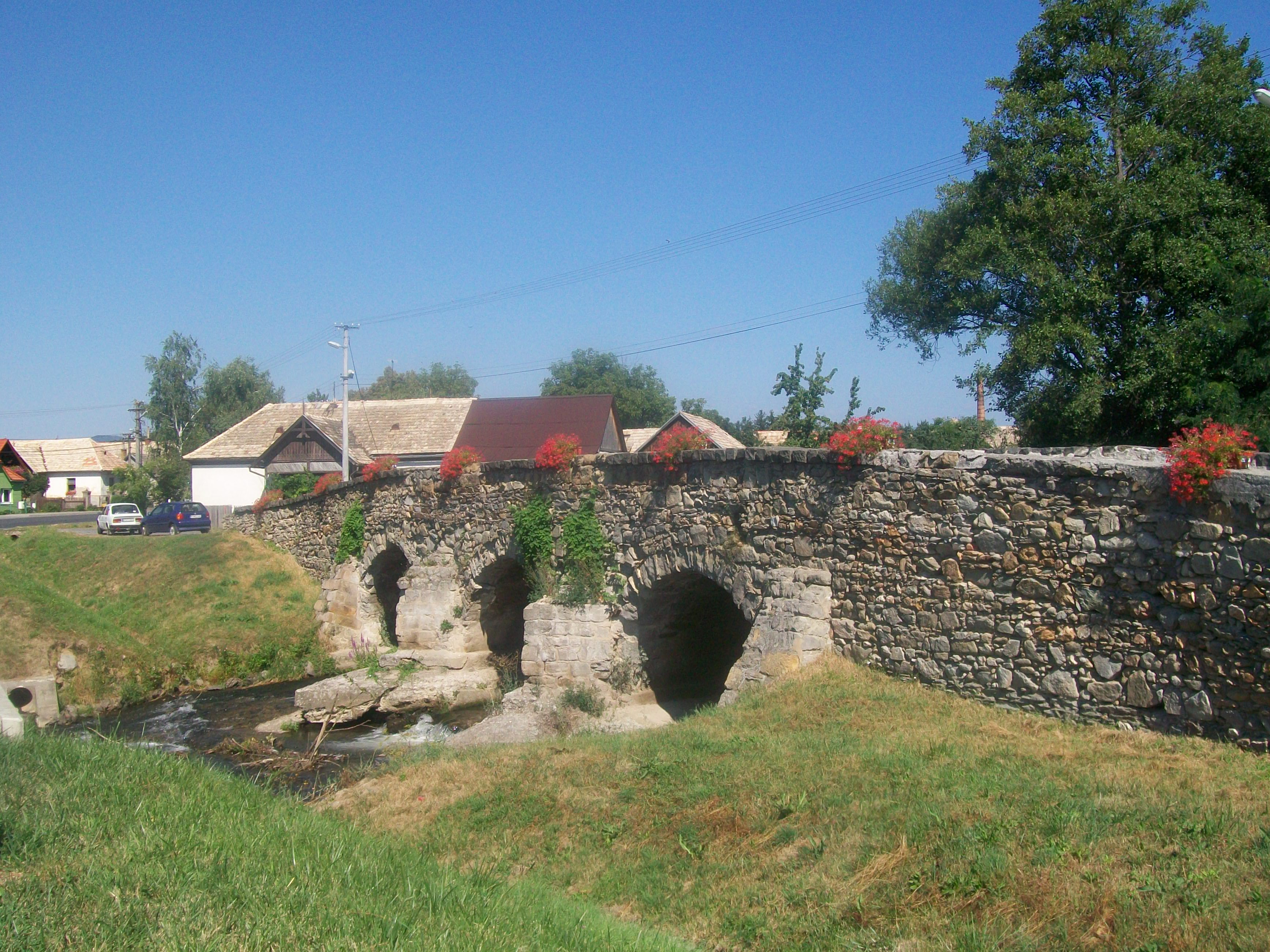
Poltár
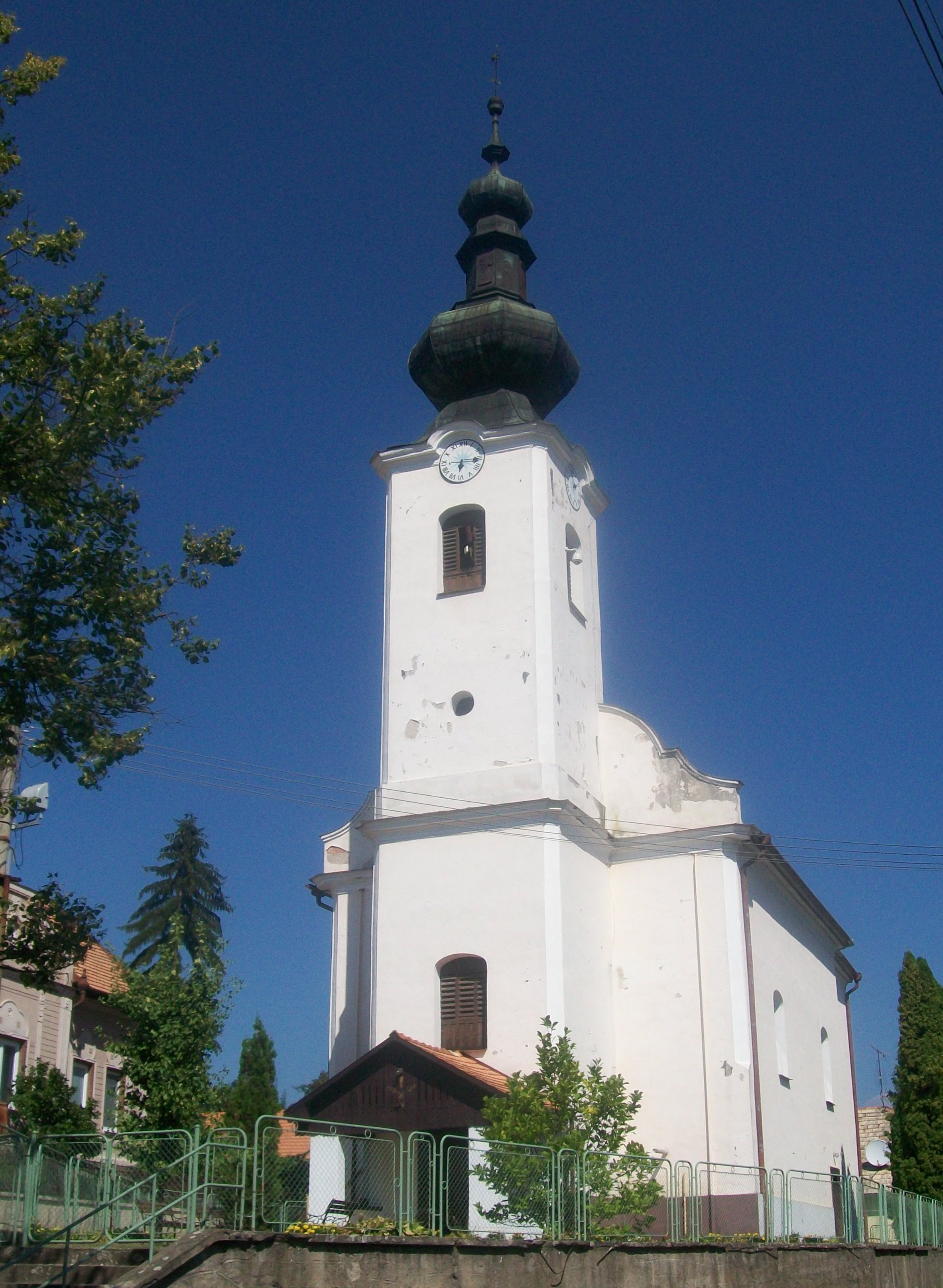
Kerk in Poltár

## Geboren
- Ivan Gašparovič (1941), president van Slowakije (2004-2014)

Breznička · Cinobaňa · České Brezovo · Ďubákovo · Hradište · Hrnčiarska Ves · Hrnčiarske Zalužany · Kalinovo · Kokava nad Rimavicou · Krná · Málinec · Mládzovo · Ozdín · Poltár · Rovňany · Selce · Sušany · Šoltýska · Uhorské · Utekáč · Veľká Ves · Zlatno